# Новела
Нове́ла (італ. novella, від лат. novellus — новітній) — невеликий за обсягом прозовий епічний твір про незвичайну життєву подію з несподіваним фіналом, сконденсованою та яскраво вимальованою дією.

## Характерні ознаки
Новелі властиві лаконізм, яскравість і влучність художніх засобів. Серед різновидів епічного жанру новела вирізняється строгою й усталеною конструкцією. До композиційних канонів новели належать: наявність строгої та згорненої композиції з яскраво вираженим композиційним осередком (переломний момент у сюжеті, кульмінаційний пункт дії, контраст чи паралелізм сюжетних мотивів тощо), перевага сюжетної однолінійності, зведення до мінімуму кількості персонажів.
Персонажами новели є особистості, зазвичай, цілком сформовані, що потрапили в незвичайні життєві обставини. Автор у новелі концентрує увагу на змалюванні їхнього внутрішнього світу, переживань і настроїв. Сюжет новели простий, надзвичайно динамічний, має ситуаційну чи психологічну несподіванку.

## Історія жанру
Новела як коротке розважальне оповідання про реальні або правдоподібні події, виникла в Греції, імовірно, в догомерівську епоху, внаслідок впливу літературної традиції Сходу, де цей жанр був у широкому вжитку. Перші оповіді новелістичного характеру передавались усно й лише пізніше ввійшли в літературні твори як підпорядковані розважальним або дидактичним цілям вкраплення, чи відступи від сюжету. Такі епізоди, наприклад, використовував Геродот (оповідь про Аріона, про кільце Полікрата тощо), Петроній Арбітр (новела про Матрону Ефеську), Апулей, Федр та інші. Як окремий жанр короткого оповідання, переважно еротичного змісту, новела вельми поширилася в епоху еллінізму (найбільш відомі «Мілетські оповіді»).
Остаточне жанрове становлення новели відбулося в 14-16 століттях в Італії, хоча корені її сягають стародавніх літератур Заходу й Сходу. В епоху Відродження новела — була невеличким оповіданням, нерідко з гумористичним чи сатиричним забарвленням, що передавало «новини дня» (звідси назва жанру). «Декамерон» Дж. Бокаччо є характерним циклом новел тієї доби. Не без впливу Бокаччо з'являється збірник новел Маргарити Наваррської «Гептамерон» (1558).
У 17 столітті новели писав Сервантес («Повчальні новели», 1613).
Найбільшого розквіту новела досягла у 19 столітті. У 20 столітті продовжили розвиватися її різновиди — психологічна, фантастична, сенсаційна та інші новели. Неперевершеним майстром гостросюжетних новел 19 століття був Проспер Меріме («Матео Фальконе», «Таманго», «Коломба», «Кармен»). У російській літературі 19-20 століть новелістами були Пушкін, Іван Тургенєв, Іван Бунін, у польській літературі — Болеслав Прус, Генрик Сенкевич, Стефан Жеромський.
В українській літературі маємо розмаїття жанрових форм новели: психологічну, сенсаційну (Василь Стефаник), ліричну (Богдан Лепкий), соціально-психологічну, лірико-психологічну (Михайло Коцюбинський), філософську, історичну (Віктор Петров), політичну (Юрій Липа), драматичну (Григорій Косинка) та інші. Представлені в українській літературі також лірична повість у новелах (Аркадій Любченко «Вертеп»), алегорична повість у новелах-притчах (Гнат Михайличенко, «Блакитний роман»).

## Розбіжності у трактуванні терміна «новела» в українському та західному літературознавстві
Попри те, що в українському літературознавстві новелу відносять до малої прози, бо цей термін до України потрапив з Франції (де має аналогічне трактування), в англомовних країнах омонім novella (що замінив та витіснив у другій половині 20-го століття раніше поширеніший термін короткий рома́н  (англ. short novel)), вживають для позначення невеликого за обсягом прозового твору, довшого за оповідання, але коротшого за роман, що містить приблизно від 7,500 до 40,000 слів. Ця форма дуже схожа до терміна зі слов'янської літературної традиції під назвою повість (в останньому форматі твору згодом в західному літературознавстві виокремився також проміжний тип твору — novelette, тобто коротка повість, під якою розуміється твір обсягом 7500 — 17000 слів). Терміни повість та новела в українському літературознавстві вживається як окремі та різні, не тотожні одне одному, поняття.